# Saycon Sengbloh
Saycon Sengbloh (nacida el 23 de octubre de 1977) es una actriz y cantante estadounidense. Fue nominada al premio Tony a la mejor actriz principal en una obra de teatro y ganó el premio Drama Desk a la mejor actriz principal en una obra de teatro y el premio Obie a la mejor interpretación por su papel en la obra Eclipsed de Danai Gurira en 2016.

## Vida y carrera
Sengbloh nació en Atlanta, Georgia. Comenzó a actuar en la Tri-Cities School for the Visual and Performing Arts. A continuación, Sengbloh asistió al Agnes Scott College de Decatur (Georgia), donde estudió música y español antes de dejar la carrera de actriz y música.

### Escenario
Sengbloh ha actuado en varios musicales de Broadway, como Aida, Wicked (como suplente de Elphaba), El color púrpura, Hair, Fela!, Motown: El Musical y Holler If Ya Hear Me. Su salto a la fama se produjo en 2015, cuando Danai Gurira eligió a Sengbloh para Eclipsed, una obra sobre cinco mujeres liberianas y su historia de supervivencia cerca del final de la Segunda Guerra Civil de Liberia. Se convirtió en la primera obra con un elenco y un equipo creativo totalmente negro y femenino en estrenarse en Broadway. Eclipsed se estrenó fuera de Broadway en The Public Theater en octubre de 2015 con críticas positivas y estuvo en cartel hasta noviembre de 2015. Al año siguiente, se trasladó a Broadway, estrenándose en el John Golden Theatre con una apertura el 6 de marzo de 2016 Su actuación recibió críticas positivas de los críticos. Su actuación recibió críticas positivas de los críticos. Ganó el premio Drama Desk a la mejor actriz de teatro por su producción original en Off-Broadway, y el premio Tony a la mejor actriz de teatro por su producción en Broadway.

### Televisión y cine
Sengbloh debutó en la pantalla actuando junto a Kimberly Elise en el telefilme de 1997 The Ditchdigger's Daughters. En 1999, debutó en la gran pantalla en la película dramática independiente Funny Valentines, protagonizada por Alfre Woodard. Más tarde interpretó pequeños papeles en las películas Across the Universe y American Gangster. También hizo apariciones como invitada en series de televisión como Ley y Orden y The Good Wife.
En 2017, Sengbloh tuvo un papel recurrente como Angela Webster para la sexta temporada del drama político de Shonda Rhimes, Scandal. Interpretó el papel de Roberta en la película de drama histórico de 2018 Ask for Jane. En 2021, protagonizó junto a Jennifer Hudson la película dramática biográfica Respect en el papel de Erma Franklin, la hermana mayor de Aretha Franklin. En 2021 se anunció que interpretaría a la madre en el reboot de la serie de televisión "The Wonder Years".

## Filmografía

### Película
| Año  | Título                       | Role                        | notas                  |
| ---- | ---------------------------- | --------------------------- | ---------------------- |
| 1997 | Las hijas del excavador      | Kimberley                   | película de televisión |
| 1998 | kismet                       | Sasha                       | Cortometraje           |
| 1999 | San Valentín divertido       | La joven Dearie B.          |                        |
| 2007 | A través del universo        | cantante de sadie           |                        |
| 2007 | Gangster americano           | la mujer del tango          |                        |
| 2008 | 44                           | Sophie                      | Cortometraje           |
| 2012 | amor y miseria               | carly                       |                        |
| 2017 | Doble jugada                 | nora                        |                        |
| 2018 | pregunta por jane            | roberta                     |                        |
| 2021 | Respeto                      | erma franklin               |                        |
| 2021 | Un tiro a través de la pared | Organizador de la comunidad |                        |

### Televisión
| Año       | Título                | Role                    | notas                                                               |
| --------- | --------------------- | ----------------------- | ------------------------------------------------------------------- |
| 1999      | el torrente de Dawson | Teoría conspiratoria    | Episodio: "Escape de Witch Island"                                  |
| 2008      | Ley y Orden           | Enfermera Jamie Peltzer | Episodio: "Cayendo"                                                 |
| 2014      | La buena esposa       | Stacie Wagner           | Episodio: "Querido Dios"                                            |
| 2016      | la noche de           | oficial de tumbas       | Miniseries                                                          |
| 2017      | Escándalo             | Ángela Webster          | Papel recurrente, 5 episodios                                       |
| 2017      | Diez días en el valle | Diana                   | Episodios: "Día 7: Rompiendo la historia" y "Día 8: Contra el tipo" |
| 2019      | El paso               | jeanette bellafonte     | Episodio: "Eres como el sol"                                        |
| 2019-2020 | En la oscuridad       | julio becker            | rol recurrente                                                      |
| 2021      | Dalila                | lea dorsey              |                                                                     |
| 2021      | Los años maravillosos | lilian williams         | Rol principal                                                       |

## Premios y nominaciones
| Año  | Premio                                   | Categoría                                    | Obra                          | Resultado |
| ---- | ---------------------------------------- | -------------------------------------------- | ----------------------------- | --------- |
| 2016 | Premios Tony                             | Mejor actriz destacada en una obra de teatro | Eclipsed                      | Nominado  |
| 2016 | Premios del Círculo de Críticos Externos | Mejor actriz destacada en una obra de teatro | Eclipsed                      | Nominado  |
| 2016 | Premios Drama Desk                       | Mejor actriz destacada en una obra de teatro | Eclipsed                      | Ganador   |
| 2020 | Premios Drama Desk                       | Mejor actriz en un musical                   | La vida secreta de las abejas | Nominado  |